# Gumbrechtshoffen
Gumbrechtshoffen – miejscowość i gmina we Francji, w regionie Grand Est, w departamencie Dolny Ren.
Według danych na rok 1990 gminę zamieszkiwało 1186 osób, 207 os./km².